# Hall for Cornwall

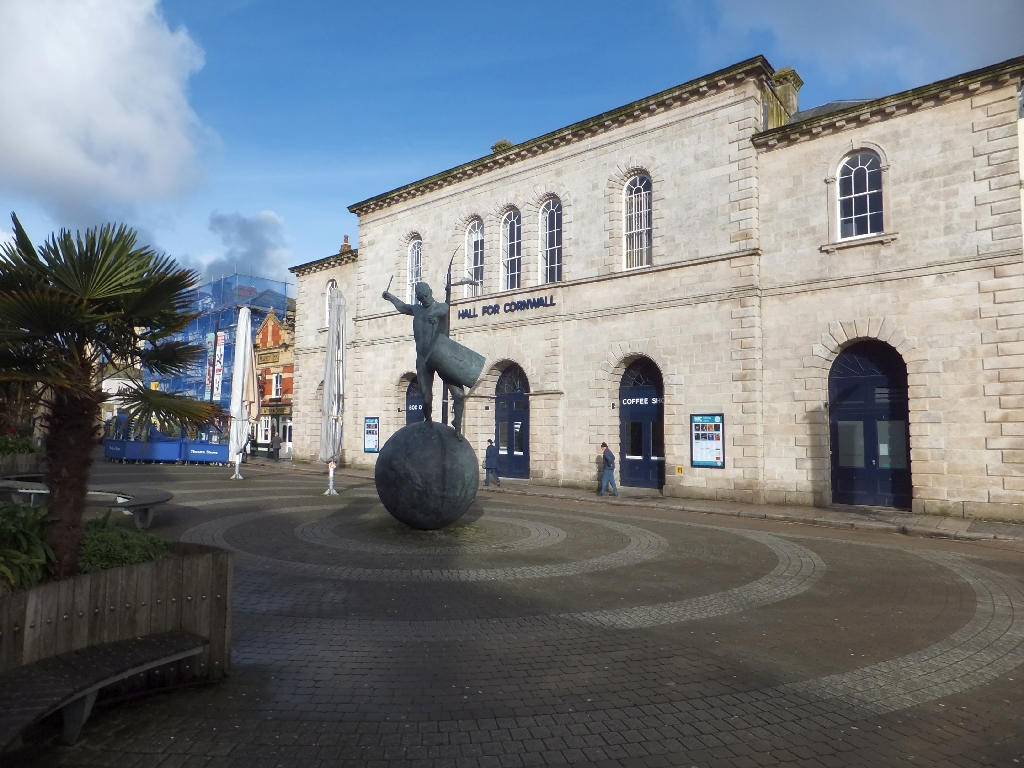
Hall for Cornwall

A Hall for Cornwall egy nagy színház a cornwalli Truróban. Nagy színpadja alkalmas West End-i musicalek, operák, balettek, szórakoztató és zenés darabok előadására.

## Története
Ma látható épületét 1846-ban gránitból építették. Először a városháza, a rendőrbíró és a területi bíróság, a rendőrség, börtönök és a tűzoltók dolgoztak itt. 1909-ben terveket készítettek, hogy az épületet közösségi házzá alakítják. Így a helyén egy korcsolyapályát és egy ideiglenes képgalériát hoztak létre. 1914-ben egy tűzben megrongálódott, ezért 1925-ben átépítették, hogy az épület megfeleljen színdarabok előadásához.
Az 1960-as évektől kezdve az épület állaga egyre jobban romlott, majd az 1980-as évek közepén ide költözött Carrick területi tanácsa.
Ben Luxon, Chris Warner is néhány képviselő összegyűlt, hogy megbeszéljék az épület jövőjét. Carrick 5 000 000 font egyszeri és évi 1 fontos bérleti díjért 125 évig bérbe adta az épületet. Ezt elfogadták, és kampány indult egy városházáért.
Öt évvel később a szerződő fél elfoglalhatta az épületet. Csak a magas technológiájú nézőtér elkészítése 18 hónapig tartott. A nyitóelőadásra 1997. november 15-én került sor.

## Külső link
- HallForCornwall.co.uk